# Bernard Hofstede
Bernard Hofstede (Tegelen, 22 september 1980) is een voormalig Nederlands voetballer die bij voorkeur op het middenveld of in de aanval speelde.

## Loopbaan
Hofstede begon met voetballen bij VCH in Blerick. Na een aantal omzwervingen werd hij bij VVV'03 gescout door VVV-Venlo. Met ingang van het seizoen seizoen 1999-2000 maakte hij de overstap naar de hoofdmacht van de Venlose eerstedivisionist. Hofstede debuteerde daar op 21 augustus 1999 in een met 4-0 gewonnen thuiswedstrijd tegen TOP Oss als invaller voor Maurice Hofman. Na vele persoonlijk succesvolle jaren verdiende Bernard Hofstede een transfer naar het net gepromoveerde Heracles Almelo. Wegens een langdurige blessure komt Hofstede in twee seizoenen tot maar twaalf competitie duels voor de Almelose eredivisionist. In de winterstop van het seizoen 2006-07, maakte Hofstede een overstap naar eerstedivisionist FC Volendam. Met die club werd hij in seizoen 2007-08 kampioen van de Eerste divisie, waardoor Hofstede toch weer op het hoogste niveau kon acteren. Vanaf het seizoen 2010-11 speelde Hofstede op amateurbasis bij Fortuna Sittard.
Na één seizoen besloten de Limburgers hem geen profcontract aan te bieden, waarop Hofstede zijn heil zocht bij De Treffers uit Groesbeek, dat uitkomt in de voetbal Topklasse. Op 10 april 2013 wist hij met twee doelpunten in de slotfase de Groesbeekse derby tegen regerend landskampioen Achilles '29 te beslissen: 2-3 in het voordeel van de Roodzwarten. Het was de eerste keer dat De Treffers van aartsrivaal Achilles wist te winnen sinds de invoering van de Topklasse in 2010. In 2014 verruilde hij De Treffers voor de Belgische vierdeklasser Lutlommel VV. In 2016 ging hij voor Achel VV spelen wat uitkomt in de 2e provinciale Limburg. In het seizoen 2017/18 speelde hij voor Sporting Grote Heide. In januari 2018 ging hij naar Eendracht Mechelen-aan-de-Maas. Vanaf medio 2018 speelt Hofstede voor SV EMS in een vriendenteam.

## Clubstatistieken
| Seizoen         | Club            | Competitie      | Competitie | Competitie | Beker | Beker | Playoffs | Playoffs | Totaal | Totaal |
| Seizoen         | Club            | Competitie      | Wed.       | Dlp.       | Wed.  | Dlp.  | Wed.     | Dlp.     | Wed.   | Dlp.   |
| --------------- | --------------- | --------------- | ---------- | ---------- | ----- | ----- | -------- | -------- | ------ | ------ |
| 1999/00         | VVV             | Eerste divisie  | 28         | 4          | 0     | 0     | —        | —        | 28     | 4      |
| 2000/01         | VVV             | Eerste divisie  | 21         | 4          | 5     | 0     | —        | —        | 26     | 4      |
| 2001/02         | VVV             | Eerste divisie  | 34         | 20         | 5     | 1     | —        | —        | 39     | 21     |
| 2002/03         | VVV             | Eerste divisie  | 33         | 7          | 5     | 0     | —        | —        | 38     | 7      |
| 2003/04         | VVV             | Eerste divisie  | 29         | 8          | 2     | 1     | 3        | 3        | 34     | 12     |
| 2004/05         | VVV             | Eerste divisie  | 29         | 15         | 2     | 0     | 5        | 0        | 36     | 15     |
| 2005/06         | Heracles Almelo | Eredivisie      | 1          | 0          | 0     | 0     | —        | —        | 1      | 0      |
| 2006/07         | Heracles Almelo | Eredivisie      | 11         | 0          | 0     | 0     | —        | —        | 11     | 0      |
| 2006/07         | FC Volendam     | Eerste divisie  | 13         | 7          | 0     | 0     | 2        | 0        | 15     | 7      |
| 2007/08         | FC Volendam     | Eerste divisie  | 35         | 14         | 1     | 1     | —        | —        | 36     | 15     |
| 2008/09         | FC Volendam     | Eredivisie      | 26         | 1          | 4     | 0     | —        | —        | 30     | 1      |
| 2009/10         | FC Volendam     | Eerste divisie  | 28         | 3          | 0     | 0     | —        | —        | 28     | 3      |
| 2010/11         | Fortuna Sittard | Eerste divisie  | 18         | 0          | 0     | 0     | —        | —        | 18     | 0      |
| 2011/12         | De Treffers     | Topklasse       | 28         | 4          | 3     | 2     | —        | —        | 31     | 6      |
| 2012/13         | De Treffers     | Topklasse       | 29         | 12         | 1     | 0     | —        | —        | 30     | 12     |
| 2013/14         | De Treffers     | Topklasse       | 30         | 8          | 1     | 0     | —        | —        | 31     | 8      |
| Carrière totaal | Carrière totaal | Carrière totaal | 393        | 107        | 29    | 5     | 10       | 3        | 432    | 115    |